# Buste de femme (Picasso)
Pour les articles homonymes, voir Buste de femme.
Buste de femme est un tableau réalisé par le peintre espagnol Pablo Picasso en juin-juillet 1907. Cette huile sur toile est le portrait précubiste d'une femme qui sert d'étude pour Les Demoiselles d'Avignon. Elle est conservée au musée national d'Art moderne, à Paris.

## Expositions
- Le Cubisme, Centre national d'art et de culture Georges-Pompidou, Paris, 2018-2019.